# قرار مجلس الأمن التابع للأمم المتحدة رقم 403
اعتمد قرار مجلس الأمن التابع للأمم المتحدة رقم 403 بتاريخ 14 يناير عام 1977 بعد جلسة استماع لممثل عن وزارة الشؤون الخارجية من بوتسوانا، وأدان الممثل الهجمات التي نفذها نظام الأقلية الغير قانوني في رودسيا الجنوبية. وقد ذكر القرار القرارات السابقة المعنية بهذا الشأن، بما في ذلك حق تقرير المصير لشعب رودسيا الجنوبية.
أكد المجلس من جديد المسؤولية القانونية التي تتحملها حكومة المملكة المتحدة على رودسيا الجنوبية، وطالب الأخيرة بوقف جميع الأعمال العدائية. وطلب القرار من جميع الوكالات المعنية التابعة للأمم المتحدة ومن الدول الأعضاء الأخرى المساعدة في مشاريع مختلفة في بوتسوانا، وأشار القرار إلى المصاعب الاقتصادية الناجمة عن الهجمات.
صوت لصالح القرار 13 دولة، بينما امتنعت كل من المملكة المتحدة والولايات المتحدة عن التصويت.